# ペトラック鉱
ペトラック鉱 (Petrukite) とは、硫化鉱物に属する鉱物の1つ。(Cu,Fe,Zn)3(Sn,In)S4 という化学組成と斜方晶系の結晶系を持つ。組成にインジウムを含んでおり、インジウムの資源となるインジウム鉱石の中に含まれる鉱物の1つである。

## 概要
ペトラック鉱は、1985年に Stephen A. Kissin と De Alton R. Owens によって、カナダ・ブリティッシュコロンビア州のエルブ鉱区（Herb Claim）と日本の生野鉱山で発見された鉱物である。1989年に新鉱物として承認され、名称はカナダ人鉱物学者のウィリアム・ペトラック (William Petruk) にちなんで名づけられた。日本の領土内において、日本人を含まない研究チームが新鉱物を発見したこと、日本に因まない名称が付けられた事例はペトラック鉱が初めてであったが、2023年にロシアの研究者たちにより田野畑鉱山から角閃石グループのマンガニエッケルマン閃石が新種記載された。

## 性質・特徴
ペトラック鉱の組成は (Cu,Fe,Zn)3(Sn,In)S4 である。理想的には銅とスズの硫化物であり、Cu:Sn:S 比は 3:1:4 である。しかし、実際には銅のサイトには鉄と亜鉛、スズのサイトにはインジウムが顕著に含まれている。特にインジウムは重量にして約6%も含まれている。また、銅のサイトに多少の銀と、極めてわずかながらマンガンとカドミウムが検出されている。浜根大輔は現在の組成式に疑義を呈しており、ペトラック鉱独自の構造を安定させるため亜鉛とインジウムが必須だとして(Cu,Zn)2Fe(Sn,In)S4という組成式を主張している。この組成式は黄錫鉱に非常に近いが、結晶構造が異なる（黄錫鉱は直方晶系、ペトラック鉱が正方晶系だが詳細は未解明）。
インジウムは地殻にわずかしか含まれていない金属元素であり、いわゆるレアメタルの1つである。ペトラック鉱そのものは極めて微小な粒から結晶であるため、ペトラック鉱そのものを資源の対象として資源採掘を行うことは無い。しかし、インジウムを多く含む閃亜鉛鉱 (Sphalerite) は、その結晶内部の固溶体の1つとしてペトラック鉱が含まれている場合があり、ペトラック鉱はインジウム資源の1つである。
ペトラック鉱は多くは灰色や褐色の金属光沢を持つ粒状であり、肉眼的な結晶は無い。3方向に明瞭な劈開が見られる。条痕は黒色である。モース硬度は4.5とやや硬い。

## 産出地
- カナダブリティッシュコロンビア州 Herb Claim （原産地）
- 日本兵庫県朝来市生野鉱山（原産地）
- カナダニューブランズウィック州 Mount Pleasant 鉱山
- アルゼンチンフフイ州 Oploca 鉱山
- ギリシャアッティカ地方 Jean Baptiste 鉱山
- ポーランドドルヌィ・シロンスク県 Dolomite quarry
- スロバキアコシツェ県 Gemerská Poloma